# Sissy (Aisne)
Sissy é uma comuna francesa na região administrativa de Altos da França, no departamento de Aisne. Estende-se por uma área de 10,76 km². Em 2010 a comuna tinha 479 habitantes (densidade: 44,5 hab./km²).